# Initiative for Science in Europe
L'Initiative for Science in Europe (ISE) est une association internationale sans but lucratif créée en 2017 qui regroupe sociétés savantes et organisations de recherche européennes. Elle soutient tous les domaines de la science et de la technologie (y compris les sciences humaines et sociales), implique des chercheurs actifs dans la conception et la mise en œuvre des politiques scientifiques européennes et défend des conseils scientifiques indépendants dans l'élaboration des politiques européennes.
L'ISE a joué un rôle déterminant dans la promotion de programmes de financement innovants basés sur l'excellence pour la recherche scientifique et a joué un rôle central dans la création du Conseil européen de la recherche.

## Histoire
L'ISE a été lancée en 2003 par un mouvement de chercheurs en sciences de la vie, l'European Life Science Forum, rapidement rejoint par des chercheurs de tous les autres domaines. Cela a conduit à la création en 2004, d'une plateforme informelle regroupant les sociétés savantes, les académies et autres organisations de recherche non gouvernementales en Europe. Son objectif initial était de fédérer la communauté scientifique européenne autour de la création d'une toute nouvelle organisation financée par l'Union Européenne et destinée à promouvoir la recherche exploratoire, qui deviendra le Conseil européen de la recherche. Elle est restée une association informelle  hébergée par l'EMBO jusqu'à son enregistrement en 2017.
Elle regroupe 18 associations. Elle comporte un comité de 5 membres élus pour 3 ans qui lui-même peut co-opter d'autres membres.
Ses présidents successifs ont été Mariano Gago, Julio Celis, Federico Mayor Zaragoza, Maria Leptin et Martin Andler.

## Activités
L'ISE œuvre à la promotion des sciences et des technologies de la recherche et de l'innovation. Ses principales priorités sont les mécanismes de financement de la recherche exploratoire, tels que le Conseil européen de la recherche, les Actions Marie Skłodowska-Curie et la recherche fondamentale collaborative, les mécanismes visant à améliorer la carrière des chercheurs, les défis de l'élargissement, de la mise à l'échelle et du renforcement des capacités sur l'ensemble du continent, ainsi que la manière dont ces priorités sont intégrées, mises en œuvre et gérées dans les programmes-cadre pour la recherche et le développement technologique.
L'ISE concentre ses efforts à travers deux groupes de travail actuellement actifs, « horizon Europe », divisé en groupes de travail tels que partenariat public-privé, interdisciplinarité et autres, et « carrières des chercheurs » travaillant sur différentes questions telles que l'observatoire, le cadre européen pour les carrières de recherche et autres.
L'ISE est particulièrement investie dans deux plateformes d'intérêt stratégique, l'ERA Forum et la Coalition for Advancing Research Assessment (CoARA).